# Syed Shahid Ali
Syed Shahid Ali (né le 29 décembre 1946) est un dirigeant sportif pakistanais, membre du Comité international olympique depuis 1996.
Joueur de polo, il a été capitaine de l'équipe de polo de l'université d'Oxford en 1972.